# Segunda División de México 1987-88
La Temporada 1987-88 de la Segunda División de México fue el XXXIX torneo de la historia de la segunda categoría del fútbol mexicano. El equipo de Cobras de Ciudad Juárez se proclamó campeón por segunda ocasión (anterior en Querétaro), tras vencer al Club León en un tercer partido celebrado en el Estadio Azteca.

## Cambios
- Correcaminos de la UAT ascendió a Primera División.
- Debido a una reducción de equipos en el máximo circuito hubo dos descensos desde esa categoría, los cuales correspondieron a los clubes Cobras y León. Tras su descenso Cobras cambió de sede a Ciudad Juárez, pues fue adquirido por nuevos propietarios.
- Pachuca, Nuevo Necaxa y Zacatecas descendieron a Segunda B.
- SUOO y Salina Cruz ascendieron desde Segunda B, mientras que Águila Progreso Industrial lo hizo desde la Tercera División.
- Loros de la U. de Colima fue adquirido por nuevos propietarios, por lo que el equipo cambió de nombre y sede a Apatzingán.
- El Club Progreso de Cocula fue adquirido por la Federación de Estudiantes de Guadalajara, una asociación estudiantil de la Universidad de Guadalajara, por lo que el equipo pasó a representar a la organización.

## Formato de competencia
Los diecinueve equipos se dividen en cuatro grupos de cinco clubes, manteniendo los juegos entre los 20 en formato de todos contra todos a visita recíproca en 38 jornadas. Los dos primeros lugares de cada agrupación y los dos mejores terceros lugares se clasifican a la liguilla en donde los diez clubes se reparten en dos grupos de cinco conjuntos, siendo los líderes los que jugarán la final por el campeonato a visita recíproca. El último lugar de la tabla general desciende directamente a Segunda 'B', mientras que los lugares 16º, 17º, 18º y 19º deberán jugar un grupo de permanencia, en el cual los últimos dos puestos completarán el descenso.

## Equipos participantes

### Equipos por Entidad Federativa
| Entidad Federativa | N.º | Equipos                                    |
| ------------------ | --- | ------------------------------------------ |
| Estado de México   | 3   | Águila Progreso Industrial, SUOO y Texcoco |
| Jalisco            | 3   | FEG, Club Jalisco y Tapatío                |
| Michoacán          | 2   | Apatzingán y La Piedad                     |
| Oaxaca             | 2   | Oaxaca y Salina Cruz                       |
| Quintana Roo       | 2   | Chetumal y Pioneros                        |
| Chihuahua          | 1   | Cobras                                     |
| Coahuila           | 1   | Santos Laguna                              |
| Colima             | 1   | Tecomán                                    |
| Guanajuato         | 1   | León                                       |
| Morelos            | 1   | Zacatepec                                  |
| Nayarit            | 1   | Tepic                                      |
| Querétaro          | 1   | U.A. Querétaro                             |
| Veracruz           | 1   | Orizaba                                    |

### Información sobre los equipos participantes
| Equipo                     | Ciudad                           | Estadio                  |
| -------------------------- | -------------------------------- | ------------------------ |
| Águila Progreso Industrial | Nicolás Romero, Estado de México | Progreso Industrial      |
| Apatzingán                 | Apatzingán, Michoacán            | Adolto López Mateos      |
| Chetumal                   | Chetumal, Quintana Roo           | José López Portillo      |
| Cobras Juárez              | Ciudad Juárez, Chihuahua         | Olímpico Benito Juárez   |
| F.E.G.                     | Guadalajara, Jalisco             | Tecnológico de la U de G |
| Jalisco                    | Guadalajara, Jalisco             | Jalisco                  |
| La Piedad                  | La Piedad, Michoacán             | Juan N. López            |
| León                       | León, Guanajuato                 | Nou Camp                 |
| Oaxaca                     | Oaxaca, Oaxaca                   | Benito Juárez            |
| Orizaba                    | Orizaba, Veracruz                | Socum                    |
| Pioneros de Cancún         | Cancún, Quintana Roo             | Cancún 86                |
| Salina Cruz                | Salina Cruz, Oaxaca              | Heriberto Kehoe Vincent  |
| Santos                     | Torreón, Coahuila                | Corona                   |
| S.U.O.O.                   | Cuautitlán, Estado de México     | Los Pinos                |
| Tapatío                    | Guadalajara, Jalisco             | Anacleto Macías          |
| Tecomán                    | Tecomán, Colima                  | IAETAC                   |
| Tepic                      | Tepic, Nayarit                   | Nicolás Álvarez Ortega   |
| Texcoco                    | Texcoco, Estado de México        | Municipal de Texcoco     |
| U.A. Querétaro             | Santiago de Querétaro, Querétaro | Corregidora              |
| Zacatepec                  | Zacatepec, Morelos               | Agustín Coruco Díaz      |

## Grupos

### Grupo 1
| Pos. | Equipo        | Pts. | PJ | G  | E  | P  | GF | GC | Dif. | Clasificación               |
| ---- | ------------- | ---- | -- | -- | -- | -- | -- | -- | ---- | --------------------------- |
| 1    | Santos Laguna | 61   | 38 | 19 | 8  | 11 | 68 | 42 | +26  | Cuadrangular de la liguilla |
| 2    | Apatzingán    | 48   | 38 | 14 | 8  | 16 | 58 | 48 | +10  | Cuadrangular de la liguilla |
| 3    | SUOO          | 47   | 38 | 10 | 19 | 9  | 55 | 48 | +7   |                             |
| 4    | FEG           | 41   | 38 | 10 | 14 | 14 | 45 | 52 | −7   | Grupo de descenso           |
| 5    | Texcoco (D)   | 39   | 38 | 9  | 15 | 14 | 37 | 44 | −7   | Grupo de descenso           |

 Fuente: RSSSF

### Grupo 2
| Pos. | Equipo      | Pts. | PJ | G  | E  | P  | GF | GC | Dif. | Clasificación               |
| ---- | ----------- | ---- | -- | -- | -- | -- | -- | -- | ---- | --------------------------- |
| 1    | Tecomán     | 53   | 38 | 15 | 12 | 11 | 63 | 58 | +5   | Cuadrangular de la liguilla |
| 2    | Orizaba     | 51   | 38 | 15 | 10 | 13 | 46 | 49 | −3   | Cuadrangular de la liguilla |
| 3    | Chetumal    | 44   | 38 | 11 | 14 | 13 | 56 | 60 | −4   |                             |
| 4    | Salina Cruz | 39   | 38 | 9  | 15 | 14 | 43 | 62 | −19  | Grupo de descenso           |
| 5    | Oaxaca (D)  | 29   | 38 | 8  | 8  | 22 | 47 | 79 | −32  | Descenso de categoría       |

 Fuente: RSSSF

### Grupo 3
| Pos. | Equipo                         | Pts. | PJ | G  | E  | P  | GF | GC | Dif. | Clasificación               |
| ---- | ------------------------------ | ---- | -- | -- | -- | -- | -- | -- | ---- | --------------------------- |
| 1    | Tapatío                        | 51   | 38 | 16 | 7  | 15 | 51 | 57 | −6   | Cuadrangular de la liguilla |
| 2    | U. A. de Querétaro             | 49   | 38 | 14 | 11 | 13 | 67 | 63 | +4   | Cuadrangular de la liguilla |
| 3    | Jalisco                        | 48   | 38 | 11 | 18 | 9  | 53 | 42 | +11  | Cuadrangular de la liguilla |
| 4    | Deportivo Tepic                | 45   | 38 | 15 | 5  | 18 | 57 | 63 | −6   |                             |
| 5    | Águila Progreso Industrial (D) | 39   | 38 | 9  | 14 | 15 | 50 | 75 | −25  | Grupo de descenso           |

 Fuente: RSSSF

### Grupo 4
| Pos. | Equipo             | Pts. | PJ | G  | E  | P  | GF | GC | Dif. | Clasificación               |
| ---- | ------------------ | ---- | -- | -- | -- | -- | -- | -- | ---- | --------------------------- |
| 1    | León               | 67   | 38 | 21 | 9  | 8  | 82 | 46 | +36  | Cuadrangular de la liguilla |
| 2    | Cobras (C)         | 54   | 38 | 16 | 12 | 10 | 48 | 42 | +6   | Cuadrangular de la liguilla |
| 3    | Pioneros de Cancún | 53   | 38 | 16 | 11 | 11 | 57 | 44 | +13  | Cuadrangular de la liguilla |
| 4    | La Piedad          | 50   | 38 | 18 | 3  | 17 | 48 | 52 | −4   |                             |
| 5    | Zacatepec          | 44   | 38 | 13 | 9  | 16 | 44 | 49 | −5   |                             |

 Fuente: RSSSF

## Tabla general
| Pos. | Equipo                         | Pts. | PJ | G  | E  | P  | GF | GC | Dif. | Clasificación               |
| ---- | ------------------------------ | ---- | -- | -- | -- | -- | -- | -- | ---- | --------------------------- |
| 1    | León                           | 67   | 38 | 21 | 9  | 8  | 82 | 46 | +36  | Cuadrangular de la liguilla |
| 2    | Santos Laguna                  | 61   | 38 | 19 | 8  | 11 | 68 | 42 | +26  | Cuadrangular de la liguilla |
| 3    | Cobras (C)                     | 54   | 38 | 16 | 12 | 10 | 48 | 42 | +6   | Cuadrangular de la liguilla |
| 4    | Pioneros de Cancún             | 53   | 38 | 16 | 11 | 11 | 57 | 44 | +13  | Cuadrangular de la liguilla |
| 5    | Tecomán                        | 53   | 38 | 15 | 12 | 11 | 63 | 58 | +5   | Cuadrangular de la liguilla |
| 6    | Tapatío                        | 51   | 38 | 16 | 7  | 15 | 51 | 57 | −6   | Cuadrangular de la liguilla |
| 7    | Orizaba                        | 51   | 38 | 15 | 10 | 13 | 46 | 49 | −3   | Cuadrangular de la liguilla |
| 8    | La Piedad                      | 50   | 38 | 18 | 3  | 17 | 48 | 52 | −4   |                             |
| 9    | U. A. de Querétaro             | 49   | 38 | 14 | 11 | 13 | 67 | 63 | +4   | Cuadrangular de la liguilla |
| 10   | Apatzingán                     | 48   | 38 | 14 | 8  | 16 | 58 | 48 | +10  | Cuadrangular de la liguilla |
| 11   | Jalisco                        | 48   | 38 | 11 | 18 | 9  | 53 | 42 | +11  | Cuadrangular de la liguilla |
| 12   | SUOO                           | 47   | 38 | 10 | 19 | 9  | 55 | 48 | +7   |                             |
| 13   | Deportivo Tepic                | 45   | 38 | 15 | 5  | 18 | 57 | 63 | −6   |                             |
| 14   | Chetumal                       | 44   | 38 | 11 | 14 | 13 | 56 | 60 | −4   |                             |
| 15   | Zacatepec                      | 44   | 38 | 13 | 9  | 16 | 44 | 49 | −5   |                             |
| 16   | FEG                            | 41   | 38 | 10 | 14 | 14 | 45 | 52 | −7   | Grupo de descenso           |
| 17   | Texcoco (D)                    | 39   | 38 | 9  | 15 | 14 | 37 | 44 | −7   | Grupo de descenso           |
| 18   | Salina Cruz                    | 39   | 38 | 9  | 15 | 14 | 43 | 62 | −19  | Grupo de descenso           |
| 19   | Águila Progreso Industrial (D) | 39   | 38 | 9  | 14 | 15 | 50 | 75 | −25  | Grupo de descenso           |
| 20   | Oaxaca (D)                     | 29   | 38 | 8  | 8  | 22 | 47 | 79 | −32  | Descenso de categoría       |

 Fuente: RSSSF

## Torneo Regular

### Resultados
| Local \ Visitante    | API | APT | CHE | COB | FEG | JAL | LPD | LEO | OAX | ORI | PIO | SAC | SAN | SUO | TAP | TEC | TEP | TEX | UAQ | ZAC |
| -------------------- | --- | --- | --- | --- | --- | --- | --- | --- | --- | --- | --- | --- | --- | --- | --- | --- | --- | --- | --- | --- |
| Águila Progreso Ind. | —   | 1–1 | 0–1 | 2–0 | 2–2 | 3–3 | 3–2 | 1–1 | 3–3 | 0–0 | 3–2 | 2–0 | 1–2 | 2–2 | 0–2 | 2–2 | 0–2 | 0–0 | 4–0 | 2–2 |
| Apatzingán           | 3–0 | —   | 1–1 | 1–2 | 3–1 | 1–0 | 2–3 | 2–0 | 3–0 | 7–0 | 0–1 | 4–0 | 1–1 | 2–0 | 2–1 | 2–2 | 0–1 | 2–0 | 3–0 | 2–0 |
| Chetumal             | 2–2 | 2–0 | —   | 1–0 | 1–2 | 2–0 | 5–0 | 3–3 | 3–2 | 3–0 | 3–1 | 1–1 | 3–1 | 1–1 | 1–1 | 2–2 | 3–4 | 3–0 | 2–1 | 1–1 |
| Cobras               | 4–1 | 2–0 | 1–1 | —   | 1–0 | 2–1 | 2–1 | 2–2 | 2–0 | 2–1 | 2–1 | 1–1 | 3–1 | 0–0 | 2–0 | 3–0 | 2–0 | 1–1 | 0–0 | 1–0 |
| F.E.G.               | 1–1 | 1–1 | 2–2 | 4–0 | —   | 0–1 | 1–0 | 2–2 | 2–0 | 1–1 | 1–1 | 2–0 | 1–1 | 2–2 | 2–3 | 2–2 | 0–1 | 1–0 | 2–0 | 1–0 |
| Jalisco              | 1–3 | 1–0 | 0–0 | 3–3 | 2–0 | —   | 2–0 | 3–1 | 2–1 | 0–0 | 1–1 | 0–0 | 2–2 | 1–1 | 6–0 | 1–1 | 1–0 | 2–2 | 1–1 | 5–0 |
| La Piedad            | 3–0 | 2–0 | 3–1 | 2–1 | 2–0 | 1–1 | —   | 3–1 | 1–0 | 3–0 | 1–1 | 1–0 | 1–0 | 1–0 | 3–1 | 1–3 | 1–0 | 1–2 | 2–0 | 1–0 |
| León                 | 7–0 | 2–0 | 5–2 | 1–0 | 4–0 | 3–1 | 2–0 | —   | 4–1 | 3–1 | 1–0 | 6–1 | 5–1 | 1–1 | 3–1 | 1–0 | 1–0 | 1–0 | 2–0 | 0–1 |
| Oaxaca               | 1–2 | 1–1 | 2–0 | 1–2 | 3–0 | 1–1 | 1–0 | 0–4 | —   | 1–1 | 1–3 | 1–1 | 0–1 | 4–1 | 0–0 | 3–1 | 3–2 | 1–0 | 3–1 | 1–3 |
| Orizaba              | 2–0 | 0–2 | 0–0 | 1–0 | 1–1 | 1–1 | 2–0 | 1–2 | 2–0 | —   | 1–0 | 2–0 | 2–0 | 4–1 | 1–1 | 5–0 | 3–0 | 1–0 | 0–2 | 1–0 |
| Pioneros de Cancún   | 2–0 | 2–2 | 1–1 | 0–0 | 2–1 | 1–0 | 2–0 | 1–0 | 5–2 | 2–0 | —   | 2–2 | 2–1 | 0–0 | 3–0 | 4–1 | 3–0 | 2–1 | 4–3 | 4–0 |
| Salina Cruz          | 2–2 | 2–0 | 2–1 | 1–1 | 4–2 | 0–1 | 1–1 | 5–1 | 1–1 | 1–1 | 2–0 | —   | 1–0 | 0–0 | 0–1 | 1–1 | 5–2 | 1–0 | 0–2 | 1–1 |
| Santos Laguna        | 3–0 | 2–1 | 3–0 | 2–0 | 1–1 | 1–1 | 1–0 | 1–1 | 5–0 | 2–0 | 4–0 | 3–0 | —   | 4–0 | 4–0 | 1–2 | 3–1 | 2–2 | 2–0 | 4–2 |
| SUOO                 | 3–1 | 5–1 | 1–0 | 0–0 | 1–1 | 0–0 | 0–1 | 1–2 | 5–3 | 1–2 | 1–1 | 5–0 | 3–0 | —   | 1–0 | 5–3 | 3–0 | 0–0 | 2–2 | 3–0 |
| Tapatío              | 6–0 | 2–1 | 2–1 | 1–0 | 1–3 | 1–2 | 1–3 | 1–1 | 3–0 | 3–1 | 2–0 | 2–3 | 1–0 | 1–1 | —   | 3–1 | 0–1 | 1–1 | 0–0 | 3–1 |
| Tecomán              | 3–3 | 0–0 | 1–1 | 1–1 | 3–0 | 2–1 | 4–0 | 3–1 | 4–2 | 3–0 | 2–1 | 0–0 | 0–2 | 4–1 | 4–1 | —   | 2–1 | 0–1 | 3–0 | 2–1 |
| Tepic                | 0–2 | 0–4 | 6–1 | 5–1 | 1–0 | 2–2 | 3–1 | 4–4 | 5–2 | 2–1 | 1–0 | 2–1 | 1–2 | 0–0 | 0–1 | 0–0 | —   | 3–0 | 3–2 | 1–2 |
| Texcoco              | 0–1 | 2–0 | 2–0 | 0–0 | 0–2 | 2–1 | 2–1 | 0–2 | 1–0 | 1–2 | 2–2 | 3–1 | 1–1 | 2–2 | 0–1 | 3–0 | 2–2 | —   | 1–1 | 0–0 |
| U.A. Querétaro       | 3–1 | 6–3 | 2–1 | 3–1 | 2–1 | 1–1 | 6–2 | 3–2 | 1–1 | 4–4 | 0–0 | 7–2 | 2–4 | 1–1 | 1–2 | 2–0 | 1–0 | 2–2 | —   | 2–0 |
| Zacatepec            | 2–0 | 2–0 | 4–0 | 2–3 | 0–0 | 2–1 | 1–0 | 0–0 | 3–1 | 0–1 | 2–0 | 0–0 | 1–0 | 1–1 | 4–1 | 0–1 | 4–1 | 1–1 | 1–3 | —   |

## Liguilla

### Grupo de Campeonato A
| Pos. | Equipo             | Pts. | PJ | G | E | P | GF | GC | Dif. | Clasificación     |
| ---- | ------------------ | ---- | -- | - | - | - | -- | -- | ---- | ----------------- |
| 1    | Cobras             | 15   | 8  | 5 | 2 | 1 | 14 | 7  | +7   | Acceso a la final |
| 2    | Tapatío            | 15   | 8  | 5 | 2 | 1 | 14 | 10 | +4   |                   |
| 3    | Santos Laguna      | 12   | 8  | 3 | 3 | 2 | 9  | 5  | +4   |                   |
| 4    | Orizaba            | 5    | 8  | 1 | 2 | 5 | 10 | 16 | −6   |                   |
| 5    | Pioneros de Cancún | 4    | 8  | 1 | 1 | 6 | 7  | 16 | −9   |                   |

 Fuente: RSSSF

#### Resultados
| Local \ Visitante  | COB | ORI | PIO | SAN | TAP |
| ------------------ | --- | --- | --- | --- | --- |
| Cobras             | —   | 1–0 | 2–0 | 1–0 | 1–1 |
| Orizaba            | 2–2 | —   | 3–1 | 1–3 | 2–3 |
| Pioneros de Cancún | 1–3 | 3–1 | —   | 0–0 | 0–2 |
| Santos Laguna      | 2–0 | 1–1 | 2–0 | —   | 1–1 |
| Tapatío            | 1–4 | 2–0 | 3–2 | 1–0 | —   |

### Grupo de Campeonato B
| Pos. | Equipo             | Pts. | PJ | G | E | P | GF | GC | Dif. | Clasificación     |
| ---- | ------------------ | ---- | -- | - | - | - | -- | -- | ---- | ----------------- |
| 1    | León               | 16   | 8  | 5 | 2 | 1 | 20 | 7  | +13  | Acceso a la final |
| 2    | Tecomán            | 10   | 8  | 2 | 4 | 2 | 14 | 15 | −1   |                   |
| 3    | Apatzingán         | 9    | 8  | 2 | 3 | 3 | 10 | 12 | −2   |                   |
| 4    | Jalisco            | 9    | 8  | 2 | 3 | 3 | 7  | 11 | −4   |                   |
| 5    | U. A. de Querétaro | 7    | 8  | 1 | 4 | 3 | 9  | 15 | −6   |                   |

 Fuente: RSSSF

#### Resultados
| Local \ Visitante             | APT | JAL | LEO | TEC | UAQ |
| ----------------------------- | --- | --- | --- | --- | --- |
| Alacranes Rojos de Apatzingán | —   | 2–0 | 2–0 | 1–2 | 0–1 |
| Jalisco                       | 1–1 | —   | 0–3 | 1–1 | 0–0 |
| León                          | 5–1 | 2–1 | —   | 4–0 | 3–0 |
| Tecomán                       | 2–2 | 1–2 | 1–1 | —   | 4–1 |
| U.A. Querétaro                | 1–1 | 1–2 | 2–2 | 3–3 | —   |

### Final
La serie final del torneo enfrentó a Cobras de Ciudad Juárez contra el Club León. De nuevo fue necesaria la celebración de un tercer juego de desempate para determinar al ganador.
| 2 de julio de 1988 | Cobras Juárez | 0-0 | León | Estadio Olímpico Benito Juárez, Ciudad Juárez |  |

| 9 de julio de 1988                                   | León | 1-1 | Cobras Juárez | Nou Camp, León |  |
| Empate en el global 1-1. Se celebra un tercer juego. |      |     |               |                |  |

| 12 de julio de 1988                                                                                               | León | 0-1 | Cobras Juárez | Estadio Azteca, México, D.F. |  |
| Cobras de Ciudad Juárez campeón de la Segunda División 1987-88 y asciende a Primera División. Global LEON 1-2 COB |      |     |               |                              |  |

|                                              |
| Cobras de Ciudad Juárez Campeón 2.do título. |

### Grupo de descenso
| Pos. | Equipo                         | Pts. | PJ | G | E | P | GF | GC | Dif. | Clasificación         |
| ---- | ------------------------------ | ---- | -- | - | - | - | -- | -- | ---- | --------------------- |
| 1    | Salina Cruz                    | 15   | 6  | 5 | 1 | 0 | 14 | 4  | +10  |                       |
| 2    | FEG                            | 7    | 6  | 2 | 2 | 2 | 6  | 6  | 0    |                       |
| 3    | Texcoco (D)                    | 5    | 6  | 1 | 2 | 3 | 3  | 5  | −2   | Descenso de categoría |
| 4    | Águila Progreso Industrial (D) | 4    | 6  | 1 | 1 | 4 | 6  | 14 | −8   | Descenso de categoría |

 Fuente: RSSSF

#### Resultados
| Local \ Visitante    | API | FEG | SAC | TEX |
| -------------------- | --- | --- | --- | --- |
| Águila Progreso Ind. | —   | 2–0 | 1–3 | 1–2 |
| FEG                  | 3–0 | —   | 2–2 | 1–0 |
| Salina Cruz          | 5–1 | 2–0 | —   | 1–0 |
| Texcoco              | 1–1 | 0–0 | 0–1 | —   |